# Coblença (região)
'Coblença' (em alemão: Koblenz) ou, na sua forma portuguesa,  foi uma das três regiões administrativa (Regierungsbezirke) do estado da Renânia-Palatinado, Alemanha, até 31 de dezembro de 1999, quando foi dissolvida. Sua capital era a cidade de Coblença. As outras duas regiões do estado, também dissolvidas, eram Rheinhessen-Pfalz e Trier.

## Subdivisões administrativas
A região de Koblenz estava dividida em 10 distritos kreise (distritos) e uma cidade independente Kreisfreie Städte, que não pertencia a nenhum distrito.
- kreise (distritos):

1. Ahrweiler
2. Altenkirchen
3. Bad Kreuznach
4. Birkenfeld
5. Cochem-Zell
6. Mayen-Koblenz
7. Neuwied
8. Rhein-Hunsrück
9. Rhein-Lahn
10. Westerwaldkreis

- Kreisfreie Städte (cidade independente):

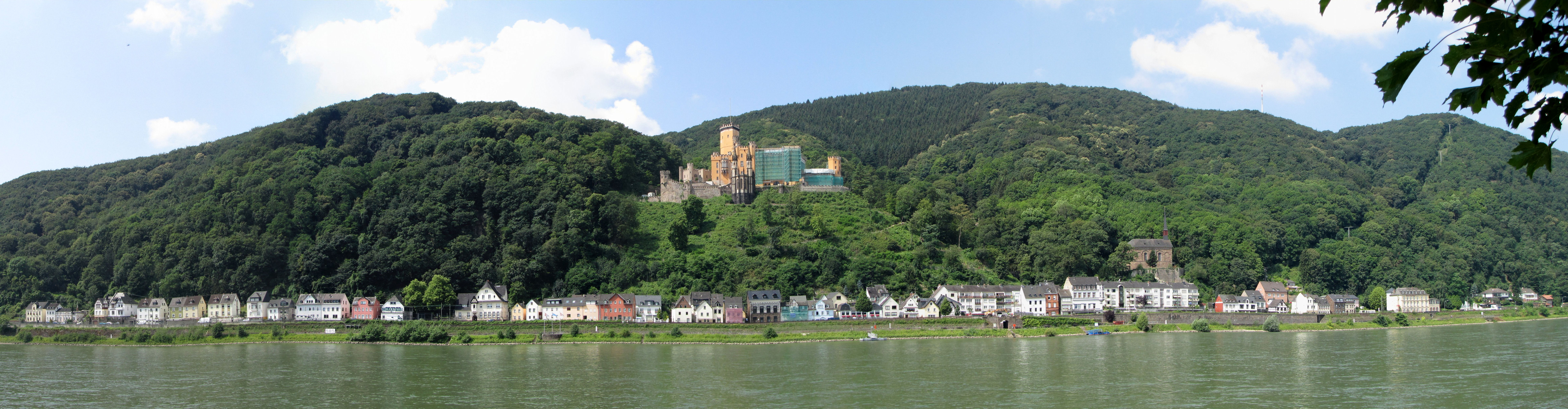
Koblenz-Stolzenfels

1. Coblença